# Rio Quinze de Novembro
 (juillet 2014).
Si vous disposez d'ouvrages ou d'articles de référence ou si vous connaissez des sites web de qualité traitant du thème abordé ici, merci de compléter l'article en donnant les références utiles à sa vérifiabilité et en les liant à la section « Notes et références ».
 (juillet 2014).
Le rio Quinze de Novembro est une rivière brésilienne de l'État de Santa Catarina.

## Géographie
Il naît sur le territoire de la municipalité de Caçador et s'écoule vers le sud-ouest, puis traverse Arroio Trinta, prend la direction du sud-est, marque la limite entre Iomerê et Videira pour se jeter dans le rio do Peixe.